# Константиновка (Медвенский район)
Константиновка — деревня в Медвенском районе Курской области России. Входит в состав Высокского сельсовета.

## География
Деревня находится на юге центральной части Курской области, в пределах Среднерусской возвышенности, в лесостепной зоне, на правом берегу реки Реут, на расстоянии примерно 9 километров (по прямой) к западу-северо-западу (WNW) от Медвенки, административного центра района. Абсолютная высота — 168 метров над уровнем моря.

### Климат
Климат характеризуется как умеренно континентальный, с тёплым летом и умеренно холодной зимой. Среднегодовая температура воздуха — 5,5 °C. Абсолютный минимум температуры воздуха самого холодного месяца (января) составляет −37 °C; абсолютный максимум самого тёплого месяца (июля) — 35 °C. Безморозный период длится около 151 дня в году. Среднегодовое количество атмосферных осадков составляет 587 мм, из которых большая часть выпадает в тёплый период.

### Часовой пояс
Деревня Константиновка, как и вся Курская область, находится в часовой зоне МСК (московское время). Смещение применяемого времени относительно UTC составляет +3:00.

## Население
| 2002 | 2010 |
| ---- | ---- |
| 89   | ↘78  |

### Половой состав
По данным Всероссийской переписи населения 2010 года в половой структуре населения мужчины составляли 48,7 %, женщины — соответственно 51,3 %.

### Национальный состав
Согласно результатам переписи 2002 года, в национальной структуре населения русские составляли 96 %.

## Инфраструктура
Личное подсобное хозяйство. В деревне 72 дома.

## Транспорт
Константиновка находится в 9 км от автодороги федерального значения М2 «Крым» (часть европейского маршрута E 105), при автодорогe межмуниципального значения 38Н-587 (Спасское – Константиновка), в 22,5 км от ближайшей ж/д станции Дьяконово (линия Льгов I — Курск).
В 98 км от аэропорта имени В. Г. Шухова (недалеко от Белгорода).